# Fausto Bocchi
Fausto Bocchi (Vezzano Ligure, 11 luglio 1920 – Parma, 7 maggio 1986) è stato un politico e partigiano italiano.

## Biografia
Antifascista membro delle brigate Garibaldi, fu insignito della medaglia d'argento al valor militare alla conclusione della seconda guerra mondiale. Iscritto al PCI, fu membro del consiglio comunale di Parma e poi di quello provinciale. Nel 1970 entrò nel consiglio regionale e nel 1975 venne eletto assessore ai trasporti.
È stato anche deputato alla Camera, prima per un mese e mezzo dal settembre al novembre 1971, poi - terminato il mandato in Regione - viene eletto alle elezioni politiche 1976, confermando il proprio seggio a Montecitorio anche dopo quelle del 1979 e del 1983. Muore all'età di 65 anni, nel maggio del 1986, da deputato in carica, è sostituito alla Camera da Elena Montecchi.